# Picocamaria geniculatus
Picocamaria geniculatus là một loài bọ cánh cứng trong họ Tenebrionidae. Loài này được Pic miêu tả khoa học năm 1915.